# الأندلس العقارية
الأندلس العقارية شركة مساهمة سعودية، أدرجت في سوق الأسهم السعودي عام 2016. يتمثل عمل الشركة في مجال الاستثمار والتطوير العقاري. تأسست عام 2006م من قبل مجموعة من رجال الأعمال وبيوت الاستثمار التي استثمرت في مجموعة من المشاريع الناجحة مثل الأندلس مول، حياة مول، دارين مول والآن هي بصدد إطلاق مشروع الأندلس سكوير.

## نشاط الشركة
يتركز النشاط الرئيسي الحالي للشركة في التطوير والاستثمار العقاري، المتجه إلى إنشاء وتملك المراكز والمجمعات التجارية والسكنية وإدارتها، كما وتعمل في قطاع المقاولات العامة والمباني السكنية والتجارية والمنشآت التعليمية والترفيهية والصحية، والطرق والسدود ومشاريع المياه والصرف الصحي، والأعمال الكهربائية والميكانيكية، وصيانة وتشغيل المنشآت العقارية والمباني التجارية، وتملك الأراضي والعقارات وتطويرها واستثمارها لصالح الشركة في حدود أغراضها، وإنشاء وتملك واستثمار وصيانة وتشغيل المراكز والمجمعات الطبية والفندقية والسياحية والترفيهية، كما وتملك نفوذاً مميزاً في استيراد المواد والأجهزة والأثاث والأدوات لاستخدامها في مشاريعها كافة، كما وتعتمد على الاستثمار في الأنشطة العقارية المرتبطة بقطاع التجزئة والمراكز التجارية ومراكز التسوق والأحياء.
فازت مشاريع الشركة الأندلس مول وحياة مول بجائزتي سيتي سكيب العالمية لعامين 2009 و2010 لأفضل مشروع تجاري وتجزئة بالمملكة العربية السعودية.
تأسست الشركة كشركة مساهمة مقفلة سعودية برأس مال بلغ 238,900,000 مليون ريال سعودي مقسم إلى 23,890,000 سهم عادي بقيمة إسمية للسهم بلغت عشرة ريالات للسهم مدفوعة بالكامل.
في 27 أكتوبر 2007، قرر المساهمون زيادة رأس مال الشركة من 238,900,000 ريال سعودي إلى 343 مليون ريال سعودي مقسم إلى 34,300,000 سهم عادي، وتم تغطية الزيادة البالغ مقدارها 104,100,000 ريال إصدار أسهم جديدة تم الوفاء بها نقداً من قبل المساهمين.
في 10 مارس 2015، قرر المساهمون  زيادة رأس مال الشركة مرة اخرى من 343 مليون ريال سعودي إلى 700 مليون ريال سعودي مقسم إلى 70 مليون سهم عادي وتم تغطية الزيادة في رأس المال البالغ مقدارها 357 مليون ريال سعودي عن طريق حساب الأرباح المبقاة. في ديسمبر 2015 وبعد صدور موافقة هيئة السوق المالية طرحت الشركة 30% من أسهمها للاكتتاب العام حيث بلغ عدد الأسهم المطروحة 21 مليون سهم عادي بقيمة اسمية مدفوعة بالكامل وقدرها عشرة ريالات سعودية للسهم الواحد.
في 25 أغسطس 2021، قرر المساهمون  زيادة رأس مال الشركة  من 700 مليون ريال سعودي إلى 933,333,330 ريال سعودي مقسم إلى 93,333,333 سهم عادي وتم تغطية الزيادة في رأس المال البالغ مقدارها 233,333,330 ريال سعودي عن طريق حساب الاحتياطي النظامي والأرباح المبقاة وذلك بمنح سهم واحد لكل ثلاثة أسهم لمساهمي الشركة.

## المشاريع

### المراكز التجارية
تمتلك الشركة أربعة مراكز تجارية بنسب ملكية متفاوتة وهي:
- الأندلس مول: في مدينة جدة - بنسبة تملك بلغت 68.73%.
- دارين مول: في مدينة الدمام - بنسبة تملك بلغت 50%.

- حياة مول: في مدينة الرياض - بنسبة تملك بلغت 25%.

- ذا فيلج مول: في مدينة جدة - وتبلغ نسبة ملكية الشركة 25%.[12]

- الأندلس سكوير: الأندلس سكوير يقع في قلب منطقة مركز المدينة (على ميدان الملك عبد العزيز – تقاطع الملك عبد الله مع طريق الأمير ماجد )، وامتداداً لمشاريع الشركة الأخرى في الرياض والدمام. الأندلس سكوير يقع بمحيط مركز الأندلس مول التجاري وهو مشروع تكاملي متعدد الاستخدامات وعلى مساحة إجمالية قدرها 197 ألف متر ويحتوى المشروع على برجين مكتبيين مشتملين على فندقين في واجهة المشروع المقابلة لميدان الملك عبد العزيز بارتفاع 37 دوراً كما يشتمل المشروع على برجين سكنيين بارتفاع ثلاثين دوراً , بالإضافة إلى برج فندقي ملاصق للأندلس مول.

- ستايبريدج سويتس الأندلس مول: بناءً على نجاح الأندلس مول في إحياء مركز المدينة الجديد قامت شركة الأندلس العقارية بتطوير وإنشاء برج فندقي ملاصق للأندلس مول (أجنحة ستايبريدج جدة الأندلس مول) لتكون إضافة جديدة للمشهد. هذا وقد تم اختيار مجموعة فنادق انتركونتنينتال العالمية IHG لإدارة وتشغيل الفندق تحت العلامة التجارية STAYBRIDGE SUITES HOTEL (أجنحة ستايبريدج جدة الأندلس مول) ليكون أول فندق يفتحح في المملكة العربية السعودية تحت سلسلة فنادق ستايبريدج.

- الصحافة سنتر: يقع الصحافة سنتر على طريق الملك عبد العزيز بحي الصحافة بمدينة الرياض بمساحة إجمالية 12,000م2 ويعتبر الصحافة سنتر مشروع متكامل في تقديم كافة الخدمات التي تساهم في تلبية احتياجات المتسوقين.

- اليرموك سنتر: يقع اليرموك سنتر على طريق الدمام السريع بحي اليرموك بمدينة الرياض بمساحة إجمالية 12,000م2 ويعتبر اليرموك سنتر مشروع متكامل لتلبية كافة احتياجات المتسوقين.

- تلال سنتر: يقع تلال سنتر على طريق أنس بن مالك بحي الملقا بمدينة الرياض بمساحة إجمالية 9,000م2 ويعتبر تلال سنتر مشروع متكامل يوفر كافة الخدمات الشرائية والترفيهية.[13]

- عقارات التجزئة: تركز شركة الأندلس العقارية على الاستثمار في قطاع العقارات التجارية المرتبطة بقطاع التجزئة كالمراكز التجارية ومراكز تسوق الأحياء.[14]

- مراكز تسوق الأحياء: طورت الشركة أربعة من مراكز تسوق الأحياء (Strip Malls) بنسبة ملكية تتراوح بين 70% و100% لهذه المشاريع القائمة على أراضي مستأجرة وهي (اليرموك سنتر، تلال سنتر، الصحافة سنتر، المروة سنتر).[15]
- قامت شركة الأندلس العقارية بإنشاء وتطوير برج فندقي ملاصق للأندلس مول بمساحة إجمالية قدرها 28,222م، في عام 2017م، ويتكون الفندق من 164 جناح بالإضافة إلى المرافق الترفيهية وغرف الاجتماعات والمطاعم العالمية ونادي صحي. 
  - فندق الأندلس مول - جدة قامت الشركة بتطوير وإنشاء برج فندقي ملاصق للأندلس مول، بمساحة إجمالية قدرها 28,255 متراً مربعاً (مسطحات مباني ومواقف). وهو مملوك بالكامل لصندوق الأهلي ريت 1، حيث تبلغ ملكية الشركة في الصندوق 68.73%. ويتكون فندق الأندلس مول من 164 جناح بالإضافة إلى المرافق الترفيهية وغرف الاجتماعات والمطاعم العالمية ونادي صحي.

### الأبراج المكتبية
- برج ياسمين الأندلس في مدينة الرياض، والمملوك بالكامل لشركة الأندلس العقارية.[16]

- برج كويبك المكتبي في مدينة الرياض، والمملوك بالكامل لصندوق الأهلي ريت، حيث تبلغ ملكية الشركة في الصندوق 68.73%.

- برج سلامة المكتبي في مدينة جدة، والذي تمتلك الشركة نسبة 68.73 % من وحداته.[17]

### الاستثمار في القطاع الصحي
إنشاء مستشفى بالشراكة مع مجموعة الدكتور سليمان الحبيب للخدمات الطبية، يقع المشروع على ميدان الملك عبد العزيز، عند تقاطع طريق الملك عبد الله مع طريق الأمير ماجد في مدينة جدة الملاصق للأندلس مول وفندق  الأندلس مول بجدة، تحت اسم مستشفى الدكتور سليمان الحبيب.

## المبادرات الإجتماعية
ساهمت شركة الأندلس العقارية من خلال مراكزها التجارية في استضافة العديد من الانشطة الاجتماعية والإنسانية المختلفة وذلك تأكيداً على دورها في المجتمع وكان أبرزها:
- حملة شلل الأطفال بالتعاون مع وزارة الصحة.
- التوعية بمر ض السكري بالتعاون مع جامعة الملك عبدالعزيز.
- الحملة التوعوية لصحة المرأة بالتعاون مع أطباء الحياة.
- اليوم العالمي للكشف المبكر عن سرطان الثدي بالتعاون مع وزارة الصحة.
- الحملة التوعوية لسرطان الجلد بالتعاون مع جامعة الملك عبدالعزيز.
- الحملة التوعوية بمخاطر المخدرات واضرارها بالتعاون مع جمعية كفى.
- الحملة التوعوية بداء السعار بالتعاون مع وزارة الصحة.
- الحملة التوعوية بصحة الفم والأسنان بالتعاون مع الجمعية السعودية لطب الأسنان.
- الحملة التوعوية دواؤك بالتعاون مع التجمع الصحي بالرياض.
- الحملة التوعوية لمرض الجنف بالتعاون مع جامعة الملك سعود.
- اليوم العالمي للوقاية من مرض الربو بالتعاون جامعة الملك سعود.
- الحملة التوعوية للآلام المفاصل بالتعاون مع جامعة الإمام محمد بن سعود.
- اليوم العالمي للتوعية من التهاب الدهون الكبد بالتعاون مع جامعة الملك سعود.
- الحملة التوعوية لمرض الفتق بالتعاون مع جامعة الإمام محمد بن سعود.[19]
- مبادرة سوق رواد الأعمال بالشراكة مع الهيئة السعودية للمنشآت الصغيرة والمتوسطة ووزارة التعليم.[20]

## الشهادات والاعتمادات
- حصل الأندلس مول على جائزة سيتي سكيب العالمية لأفضل مشروع تجاري وتجزئة بالمملكة عام 2009.[10]
- حصلت منطقة المطاعم في حياة مول على أفضل تصميم وتطوير في الشرق الأوسط وشمال أفريقيا من مجلس مراكز التسوق في الشرق الأوسط وشمال إفريقيا عام 2017.[21]
- حصل الأندلس مول على شهادة إنجاز بإعادة تصميم وتطوير منطقة المطاعم ن مجلس مراكز التسوق في الشرق الأوسط عام 2019.[22]
- فوربس الشرق الأوسط | Forbes: تتويج الأندلس العقارية بجائزة أفضل مطور عقاري لقطاع التجزئة عام 2019.
- صنفت الأندلس العقارية ضمن أفضل 20 شركة تطبيقاً لمبادئ الحوكمة من جامعة الفيصل عام 2019.[23]
- حصل حياة مول على جائزة التميز لتحسين الأداء من خلال مبادرة التحول الرقمي من مجلس مراكز تسوق الشرق الأوسط عام 2019.[24]

2021
- تصدرت شركة الأندلس العقارية قائمة أفضل 50 شركة عقارية وفقًا لتصنيف مجلة فوربس الشرق الأوسط وشمال إفريقيا.[25]
- حصل الأندلس مول على جائزة التميز في العمليات التشغيلية من مجلس مراكز تسوق الشرق الأوسط وشمال إفريقيا.[26]
- حقق الأندلس مول رقما قياسيا في موسوعة غينيس، حيث سجل أكبر عدد من بطاقات التهنئة.[27][28]

2023
- توجت الأندلس العقارية بجائزة أفضل مطور عقارات فاخرة بالمملكة العربية السعودية لعام 2023 المقدمة من شركة لكجري لايف ستايل اورود.[29]
- حصدت شركة الأندلس العقارية على جائزة أفضل شركة عقارية وجائزة صناعة الضيافة الرائدة في المملكة العربية السعودية لعام 2023م.[30]
- حصلت الأندلس العقارية على جائزة أفضل مبادرة للمسؤولية الاجتماعية للشركات والمقدمة من مجلة Global Business and Finance.[31][32]
- حصل حياة مول على جائزة أفضل مشروع تجاري من قمة البناء السعودي والبنية التحتية.[33]
- حصلت الأندلس العقارية على جائزة أفضل شركة عقارية بالمملكة والمقدمة من مجلة International Business.[34][31]
- الأندلس العقارية تحصد على جائزة أفضل صناعة الضيافة الرائدة بالمملكة لقطاع العقارات. والمقدمة من International Business Magazine.[31]
- الأندلس العقارية تتوج بجائزة أفضل شركة عقارية بالمملكة والمقدمة من مجلة World Business Outlook.[31]

2024
- الأندلس العقارية تفوز بجائزة التميز في استراتيجيات الاستثمار العقاري.[35]
- حصدت جائزة الحملات التسويقية الأفضل لعام 2024 من قبل شركة Golden Globe Tigers.[36]
- صُنفت الأندلس العقارية كواحدة من أفضل عشرين شركة في القطاعات غير المالية والمتداولة في السوق المالية السعودية – تداول.[37]
- الأندلس العقارية تُتوج بجائزة المطور العقاري الأكثر موثوقية.[38]